# Tomokazu Hirama
Tomokazu Hirama (jap. 平間 智和 Hirama Tomokazu; ur. 30 czerwca 1977) – japoński piłkarz występujący na pozycji pomocnika.

## Kariera klubowa
Od 1996 do 2007 roku występował w klubach Yokohama F. Marinos, Montedio Yamagata, Vegalta Sendai, Consadole Sapporo, Albirex Niigata, FC Horikoshi i Sony Sendai.